# Ion Mărgineanu
Ion Mărgineanu (n. 28 octombrie 1949, Lopadea Veche) este un scriitor român, autor a peste o sută de cărți de poezie, proză, teatru și folclor.
Este membru al Uniunii scriitorilor români, filiala Alba-Hunedoara, precum și membru al Uniunii scriitorilor români din Republica Moldova și Ucraina.
Activează de asemenea în cadrul unor organizații culturale din Bulgaria, Serbia, Franța și Italia.
Scrierile sale au fost traduse în peste 10 limbi, printre care și chineză ori tailandeză.

## Publicații
- Scriitori contemporani din județul Alba, 1998, editor Primăria municipiului Alba Iulia
- Teama dintre două inimi, 2009 [2]
- Moartea se bucură de imunitate, Editura „Unirea”, 2011 [3]

## Distincții
În aprilie 2011 a primit medalia „Mihai Eminescu” de la președintele Republicii Moldova.
În ianuarie 2012 a devenit cetățean de onoare al municipiului Aiud.